# RGM-6 Regulus

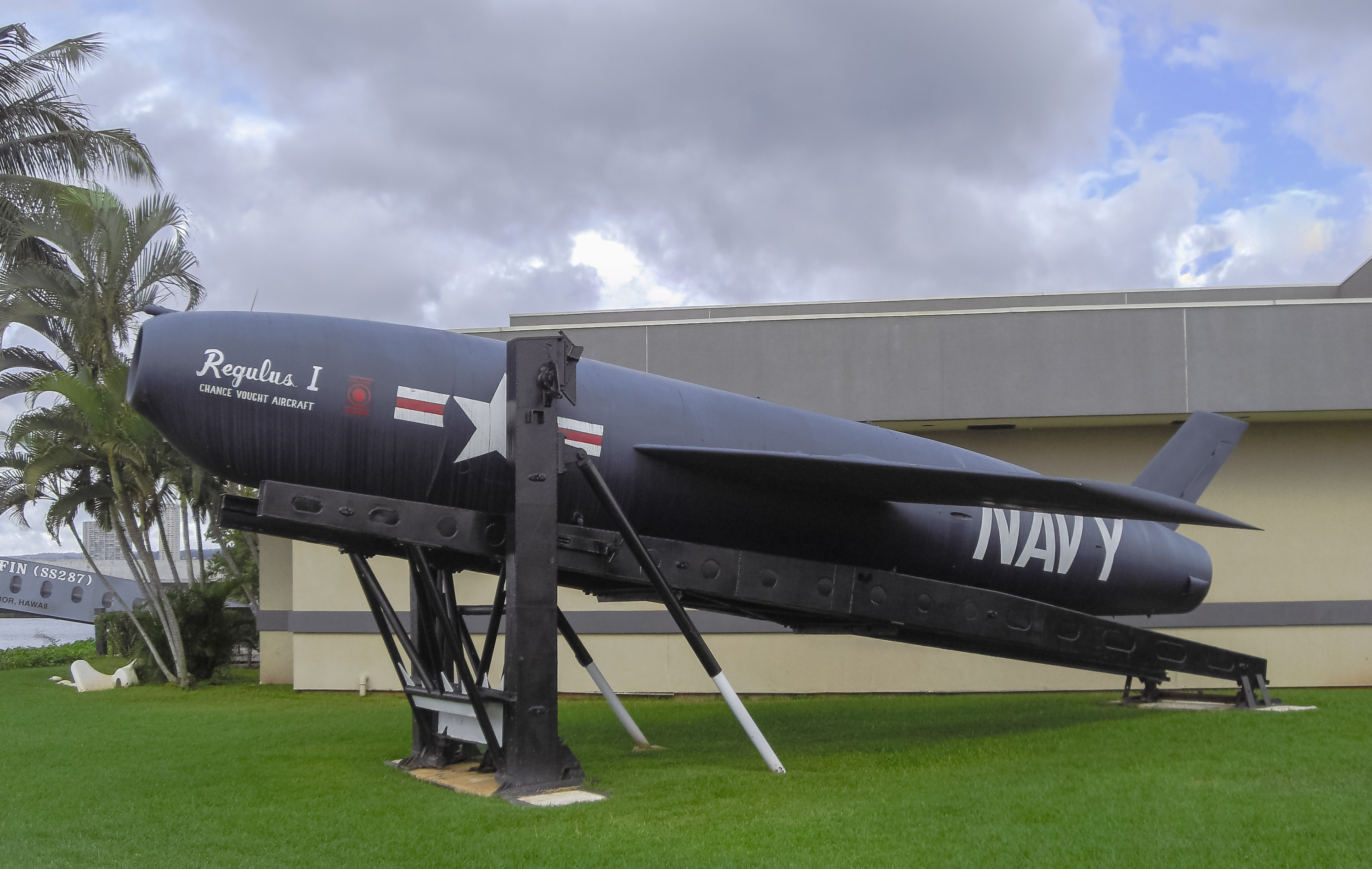

Il missile Regulus era un'arma subsonica impiegabile da sottomarini. Tuttavia, esso necessitava di essere lanciato in superficie.
Nonostante le buone prestazioni e lo sviluppo del successivo Regulus II, il programma per avere sottomarini di questo genere in servizio su grande scala venne abbandonato: era entrato in conflitto con il programma Polaris, per i missili balistici sublanciati, e perse nettamente il confronto. 
I sottomarini realizzati per il suo impiego finirono i loro giorni come vettori di SEAL, armi superficie-superficie alquanto particolari, e gli hangar impiegati per i missili vennero impiegati per ospitare i mezzi speciali subacquei usabili solo in immersione.